# 전국과실중도매인조합연합회
전국과실중도매인조합연합회는 과실중도매인의 권익 및 복리증진과 영업활성화, 고품질,친환경등 안전농산물 유치, 유통구조 연구 목적으로 2004년 7월 20일 설립된 대한민국 농림수산식품부 소관의 사단법인이다. 사무실은 서울특별시 송파구 가락동 600번지, 청파동 3층 98-2에 있다.

## 주요 사업
- 과실 중도매인의 권익 및 복리증진과 영업활성화지원사업
- 고품질, 친환경, 안전성이 높은 상품의 공영도매시장 유치를 위한 사업
- 유통비용 절감을 위한 거래제도 개선사업
- 소비자 취향에 맞는 소포장화 유통구조 정착사업
- 국내산 과실 유통 활성화를 위한 생산자, 소비자 연계사업
- 인쇄물 발간 및 중도매인 교육관련 사업
- 중도매인의 세무지도 및 세제 개선을 위한지원 사업